# Udøvende magt
 Der er for få eller ingen kildehenvisninger i denne artikel, hvilket er et problem. Du kan hjælpe ved at angive troværdige kilder til de påstande, som fremføres i artiklen.

Den udøvende magt eller eksekutive magt refererer til Montesquieus idé om magtens tredeling. Den udøvende magt repræsenterer den del af magten, der implementerer, eller udfører, lovgivningen (som er vedtaget af den lovgivende magt), og styrer regeringens eller statens dag-til-dag-affærer. Underordnede organisationer (såsom politistyrken, militære enheder, skoler og så videre) regnes som en del af den udøvende magt.
Dag-til-dag-affærerne kan være præcist reguleret af lovgivning, men ofte vil der for den udøvende magt være basis for skøn. Dette drejer sig f.eks. om politiets opgave med opretholdelse af den offentlige ro og orden; der findes ingen præcise regler for, hvornår noget er larm, og det er op til den enkelte politienhed at forvalte lovgivningen på området.
Den udøvende magt vil i parlamentariske systemer være underlagt regeringen, i præsidentialsystemer vil den udøvende magt falde under administrationen.
I Danmark, Norge, Sverige og andre konstitutionelle monarkier vil kongen eller dronningen være det formelle overhoved for den udøvende magt. Teknisk set udpeger kongemagten i disse systemer regeringslederen. Reelt udøver kongehuset dog ingen indflydelse på beslutningsprocessen.

## Den udøvende magts rolle
Det er som regel den udøvende magts ansvar at:
- Opretholde loven. Den udøvende magt administrerer derfor fængsler og politistyrken, og retsforfølger kriminelle i statens navn
- Udføre statens udenrigspolitiske forpligtelser og opretholde de transnationale relationer
- Lede de væbnede styrker
- Udpege statens repræsentanter f.eks. diplomater. I nogle systemer udpeges også dommerne af den udøvende magt.